# 10 kilomètres marche féminin aux Jeux olympiques d'été de 1996
Pour un article plus général, voir Athlétisme aux Jeux olympiques d'été de 1996.
Navigation
Barcelone 1992
L'épreuve du 10 kilomètres marche féminin aux Jeux olympiques de 1996 s'est déroulée le 29 juillet 1996 dans les rues d'Atlanta, aux États-Unis, avec une arrivée au Centennial Olympic Stadium. Elle est remportée par la Russe Yelena Nikolayeva.
Il s'agit de la deuxième et dernière épreuve de marche athlétique féminine disputée sur cette distance. L'épreuve se déroule sur 20 km lors des Jeux suivants, en 2000.

## Résultats

### Finale
| Rang               | Athlète               | Pays               | Temps       | Notes |
| ------------------ | --------------------- | ------------------ | ----------- | ----- |
| Médaille d'or      | Yelena Nikolayeva     | Russie             | 41 min 49 s |       |
| Médaille d'argent  | Elisabetta Perrone    | Italie             | 42 min 12 s |       |
| Médaille de bronze | Wang Yan              | Chine              | 42 min 19 s |       |
| 4                  | Gu Yan                | Chine              | 42 min 34 s |       |
| 5                  | Rossella Giordano     | Italie             | 42 min 43 s |       |
| 6                  | Olga Kardopoltseva    | Biélorussie        | 43 min 02 s |       |
| 7                  | Katarzyna Radtke      | Pologne            | 43 min 05 s |       |
| 8                  | Valentina Tsybulskaya | Biélorussie        | 43 min 21 s |       |
| 9                  | Mária Urbanik         | Hongrie            | 43 min 32 s |       |
| 10                 | Yelena Gruzinova      | Russie             | 43 min 50 s |       |
| 11                 | Annarita Sidoti       | Italie             | 43 min 57 s |       |
| 12                 | Kerry Saxby-Junna     | Australie          | 43 min 59 s |       |
| 13                 | Susana Feitor         | Portugal           | 44 min 24 s |       |
| 14                 | Michelle Rohl         | États-Unis         | 44 min 29 s |       |
| 15                 | Kathrin Born-Boyde    | Allemagne          | 44 min 50 s |       |
| 16                 | Sari Essayah          | Finlande           | 45 min 02 s |       |
| 17                 | Nataliya Misyulya     | Biélorussie        | 45 min 11 s |       |
| 18                 | Graciela Mendoza      | Mexique            | 45 min 13 s |       |
| 19                 | Anne Manning          | Australie          | 45 min 27 s |       |
| 20                 | Debbi Lawrence        | États-Unis         | 45 min 32 s |       |
| 21                 | Svetlana Tolstaya     | Kazakhstan         | 45 min 35 s |       |
| 21                 | Anita Liepina         | Lettonie           | 45 min 35 s |       |
| 23                 | Deirdre Gallagher     | Irlande            | 45 min 47 s |       |
| 23                 | Annastasia Raj        | Malaisie           | 45 min 47 s |       |
| 23                 | Janice McCaffrey      | Canada             | 45 min 47 s |       |
| 26                 | Jane Saville          | Australie          | 45 min 56 s |       |
| 27                 | Anikó Szebenszky      | Hongrie            | 45 min 57 s |       |
| 28                 | María Vasco           | Espagne            | 46 min 09 s |       |
| 29                 | Norica Câmpean        | Roumanie           | 46 min 19 s |       |
| 30                 | Tatyana Ragozina      | Ukraine            | 46 min 25 s |       |
| 31                 | Nathalie Fortain      | France             | 46 min 43 s |       |
| 32                 | Tina Poitras          | Canada             | 46 min 51 s |       |
| 33                 | Vicky Lupton          | Grande-Bretagne    | 47 min 05 s |       |
| 34                 | Geovana Irusta        | Bolivie            | 47 min 13 s |       |
| 35                 | Maya Sazonova         | Kazakhstan         | 47 min 33 s |       |
| 36                 | Valérie Nadaud        | France             | 47 min 49 s |       |
| 37                 | Sonata Milušauskaitė  | Lituanie           | 48 min 05 s |       |
| 38                 | Kada Delić            | Bosnie-Herzégovine | 48 min 47 s |       |
| —                  | Encarna Granados      | Espagne            | DNF         |       |
| —                  | Gao Hongmiao          | Chine              | SQ          |       |
| —                  | Beate Gummelt         | Allemagne          | DQ          |       |
| —                  | Victoria Herazo       | États-Unis         | DQ          |       |
| —                  | Yuka Mitsumori        | Japon              | DQ          |       |
| —                  | Irina Stankina        | Russie             | DQ          |       |

## Légende
Records et Performances
- AR : Record continental (area record)
- CR : Record des championnats (championship record)
- MR : Record du meeting (meet record)
- NR : Record national (national record)
- OR : Record olympique (olympic record)
- PR : Record paralympique (paralympic record)
- PB : Record personnel (personal best)
- SB : Meilleure performance personnelle de la saison (season's best)
- WL : Meilleure performance mondiale de l'année (world leader)
- WJR : Record du monde junior (world junior record)
- WR : Record du monde (world record)

Circonstances et Conditions
- DNF : N'a pas terminé (did not finish)
- DNS : N'a pas pris le départ (did not start)
- DQ : Disqualification (disqualification)
- NM : Aucun essai valable enregistré (No Mark)
- Q : Qualifié « directement » au prochain tour (ou à la prochaine compétition), lors d'une compétition majeure, grâce au classement ou à la réalisation des minima (automatic qualifier)
- q : Qualifié au prochain tour (ou à la prochaine compétition), lors d'une compétition majeure, grâce au repêchage ou à la réalisation de l'une des meilleures performances parmi celles des « non qualifiés directement » (grâce au meilleur temps ou à la meilleure distance par exemple) (secondary qualifier)